# Christian Magnus Falsen

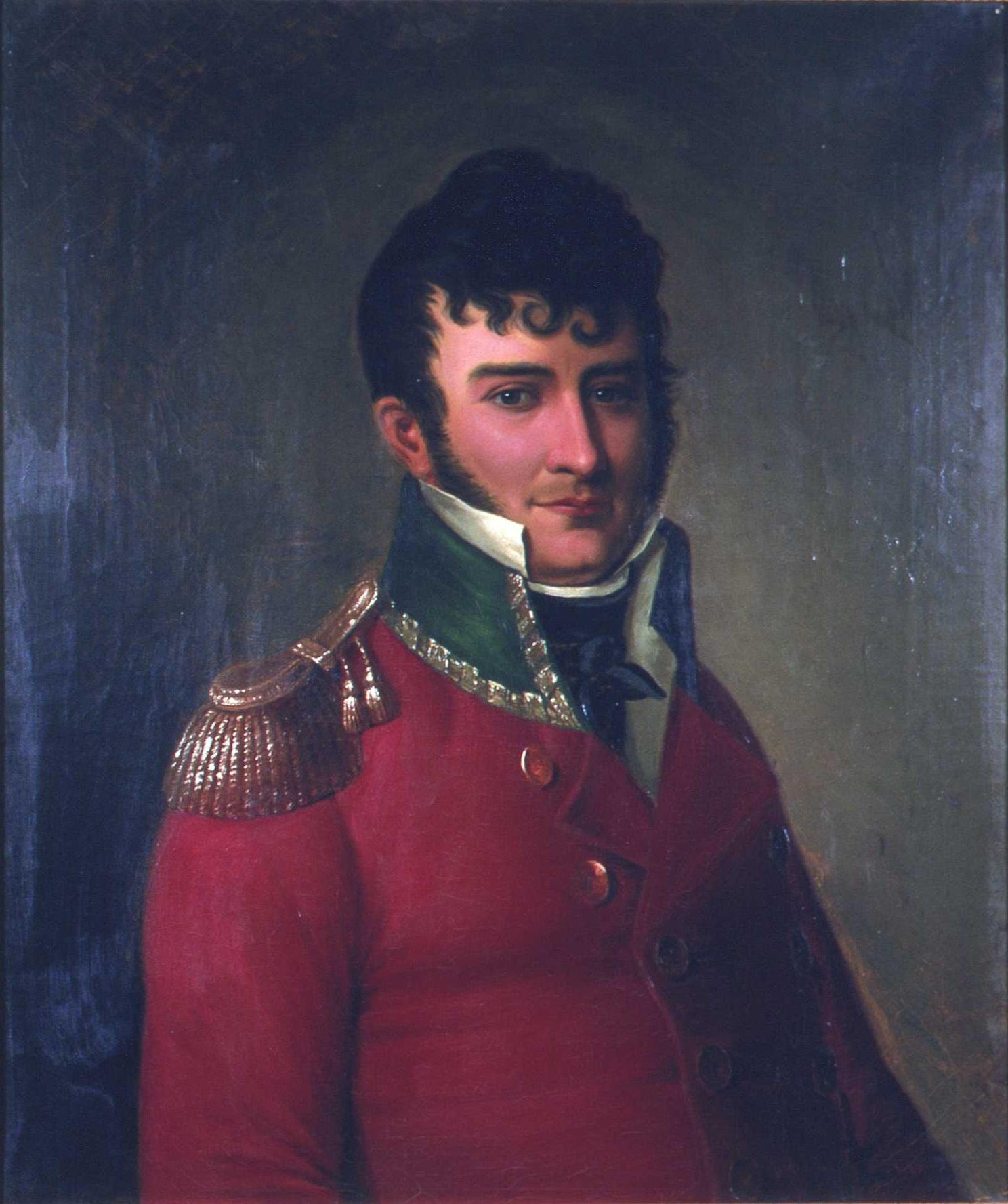
Christian Magnus Falsen

Christian Magnus Falsen, (De Falsen) (* 14. September 1782 in Oslo (jetzt Stadtviertel Gamlebyen) bei Christiania; † 13. Januar 1830 in Christiania) war ein Beamter und Politiker. Er gilt als die umstrittenste Persönlichkeit in der Phase der Entstehung der norwegischen Verfassung.
Seine Eltern waren der Oberhofgerichts-Richter und spätere Stifts-Obergerichtspräsident Envold de Falsen (1755–1808) und dessen Frau Anna Henrike Petronelle Mathiesen (1762–1825).

## Tätigkeiten bis zum Kieler Frieden
Mit neun Jahren kam er mit seinem Vater nach Kopenhagen, wo er auch zur Schule ging. 1798 bestand er das Zulassungsexamen für das Studium mit Auszeichnung und begann, Jura zu studieren. Er wurde 1802 cand. jur. Aber sein Interesse galt der Geschichte. Sein ältestes erhaltenes Manuskript trägt den Titel Atheniensernes Historie (Geschichte der Athener). Dabei interessierte ihn die demokratische Verfassung Athens besonders. Die Lektüre von Tyge Rothes Nordens Statsforfatning før Lehnstiden zeigte ihm, dass die Demokratie auch das alte Norwegen geprägt hatte. Von seinem Vater hatte er den Glauben an die Freiheit des norwegischen Bauern übernommen. In der dänisch-norwegischen Union war er dezidierter Norweger. Er kehrte nach Norwegen zurück, und nach zwei Jahren Tätigkeit als Prokurator auf Probe (Prøveprokurator) am Stifts-Obergericht von Akershus wurde er 1804–1807 an diesem Gericht Prokurator.
Am 30. Januar 1804 heiratete er in Christiania Anna Birgitta Munch (1787 – 24. November 1810), Tochter des Landrichters (Sorenskriver) und Justizrats Bartholomeus Fædder Munch (1746–1787) und dessen Frau Anna Hammer Cudrio (1752–1796). Am 6. April 1811 heiratete er in Drøbak die Witwe des Kaufmanns Brede Plade Stoltenberg Elisabeth Severine geborene Bøckman, Tochter des Kapitäns Lars Bøckman und seiner Frau Marthe (1745–1820).
1807 wurde er zum Rechtsanwalt am Obersten Gerichtshof in Kopenhagen ernannt. Im Sommer und Herbst 1807 erlebte er die britische Bombardierung der Stadt. Er begab sich wieder nach Norwegen. Dort wurde er Generalstaatsanwalt am neu errichteten Obersten Seegericht (Overadmiralitetsretten). Als Graf Herman Wedel Jarlsberg nach dem Ausbruch des Krieges mit Schweden im Frühjahr 1808 Bærums freiwilliges Jägerkorps aufgestellt hatte, erhielt Falsen das Kommando über das Korps und begab sich zum Kampf. Sein Einsatz dauerte allerdings nicht mehr als 14 Tage. Denn dann wurde er zum Landrichter (Sorenskriver) in Follo ernannt.
Nachdem 1809 die „Selskap for Norges Vel“ gegründet worden war, gründete er 1811 einen Regionalverein für Follo. 1812 veröffentlichte er einen Artikel über die Landmatrikel, in dem er die gleichmäßige Besteuerung aller Grundstücke verlangte, eine Forderung, die 1818 vom Storting übernommen wurde. Ihm ging es dabei nicht um hohe Grundsteuern. Aber er legte ein besonderes Gewicht auf eine hohe Besteuerung der Kaufleute, die „das Mark des Landes aussaugten“.
Bis zum Kieler Frieden stand Falsen loyal zum dänischen König. Im Frühjahr 1813, als schwere Not die Norweger drückte und großen Unmut gegenüber dem König erzeugte und der Kreis um Graf Wedel Geheimverhandlungen mit Schweden über eine norwegisch-schwedische Union führte, betätigte sich Falsen als Gegenspion. Seine Berichte betrafen insbesondere Graf Wedels Pläne. Er hielt treu zum absolutistischen Regime, bis die Trennung von Dänemark vollzogen worden war.

## Falsen und die Verfassung von Eidsvoll
Falsen wurde bald „Vater der Verfassung von Eidsvoll“ genannt, weil er zusammen mit Johan Gunder Adler einen Verfassungsentwurf ausarbeitete, der den größten Einfluss auf die endgültige Fassung ausübte. Heute wird seine Bedeutung für die Verfassung kritischer gesehen. An der Zusammenkunft in Eidsvoll am 16. Februar 1814, wo die grundlegenden Entscheidungen über die künftige Verfassung getroffen wurden, war er selbst nicht beteiligt. Der Verfassungsentwurf war auch kein selbständig erarbeiteter Entwurf, sondern in den wichtigsten Passagen eine Kompilation aus anderen Verfassungen der napoleonischen und der Revolutionszeit. Es wird sogar bezweifelt, dass Falsen der Hauptautor des Entwurfs war. Der Mitverfasser Adler bekannte im hohen Alter, dass er selbst außer der Einleitung den ersten, den politischen und wichtigsten Teil verfasst habe, Falsen den zweiten juristischen Teil. Das wird so gedeutet, dass Adler die ersten drei Kapitel über die Verfassungsgrundsätze, die Wahlversammlungen und die Regierungsform verfasst habe, Falsen den Rest. Diese Aussage Adlers wird auch durch andere Quellen gestützt. Es ist vielmehr sein Auftreten in der Reichsversammlung in Eidsvoll, in die er als einer der drei Delegierten von Akershus entsandt war, die diesen Titel rechtfertigen. Er war dort der führende Kopf der Selbständigkeitspartei. Er war auch Vorsitzender des Verfassungsausschusses und in den wichtigen Tagen, in denen der Verfassungsentwurf im Plenum behandelt wurde, Präsident der Versammlung.
Es sind zwei wichtige Linien, die in dieser Verfassung im Unterschied zu den übrigen Verfassungen dieser Zeit zu beobachten sind: Zum einen die starke Stellung des Königs, zum anderen die antiaristokratische Tendenz. Das Bestreben nach einer starken Königsmacht findet seinen Ausdruck in den Bestimmungen über den Staatsrat die Zuständigkeit des Königs für die Außenpolitik, für die Streitkräfte, die Kriegserklärung und den Friedensschluss. Die antiaristokratische Tendenz zeigt sich in den Bestimmungen über das Stimmrecht und die Zweikammer-Ordnung, die in Wirklichkeit ein verschleiertes Einkammersystem war.
Falsen war von Natur aus Aristokrat, und er wollte der Verfassung ein aristokratisches Gepräge geben. In dem Verfassungsentwurf von Adler-Falsen war daher ein Zweikammer-System mit einem stark eingeschränkten Stimmrecht und Wahlrecht zur ersten Kammer vorgeschlagen worden. Die endgültige Fassung entsprach keineswegs seinen Vorstellungen. Anders stand es mit den Bestimmungen zur Stellung des Königs. Seine unbedingte Loyalität zum dänischen Königshaus setzte sich in der Loyalität zu Kronprinz Christian Frederik fort, so dass manche ihn als sein Sprachrohr betrachteten.

## Der politische Richtungswechsel

### Die Union mit Schweden
Nach der Wahl Christian Frederiks zum König verfasste Falsen eine Streitschrift für die Selbständigkeit Norwegens und gegen die Union mit Schweden. Er war aber in die Verhandlungen über die Union mit Schweden nicht eingebunden. Er wurde erst wieder zu den Verhandlungen in Moss hinzugezogen, als die Union besiegelt wurde. Hier trat er für die Fortsetzung des norwegisch-schwedischen Krieges ein und empfand die gleichwohl beschlossene Union als schwere Niederlage. 14 Tage später übernahm er das Amt eines Amtmanns in Nordre Bergenhus Amt.

### Die Verherrlichung des Bauernstandes
Am 10. Januar 1815 veröffentlichte er eine politische Programmschrift mit dem Titel Norges Odelsret (Norwegisches Odalsrecht). Darin erklärte er das Odalsrecht für das „wahre Palladium für die Freiheit Norwegens“ und nach seiner Natur den Adels- oder Geldaristokraten entgegengesetzt. Er setzte sich zum Ziel, das Odalsrecht, wie es vor der Verordnung vom 5. April 1811 bestanden hatte, wiederherzustellen. Er wollte sich für eine Gesellschaft selbständiger Kleinbauern einsetzen. Er war auch der Ansicht, dass es gegen Grundprinzipien verstieß, dass Beamte Stimmrecht bekommen hatten, sah aber auch ein, dass in der Leitung des Staates eine aufgeklärte Klasse vertreten sein musste. Aber dass Bürger ohne Hof und Grundbesitz Stimmrecht hatten, war für ihn „unter jedweden Verhältnissen falsch“.
Im gleichen Jahr wurde er wieder Delegierter im Storting und brachte einen Gesetzentwurf zur Reform des Odalsrechts ein, die zum Ziel hatte, eine Akkumulation des Grundbesitzes zu verhindern und das Monopol der Sägewerke aufzuheben. Falsen brachte auch das Gesetz über die Verteilung des Steueraufkommens und über die Wehrpflicht gegen erheblichen Widerstand durch.

### Die Wende zur Aristokratie
In der Reichsversammlung von Eidsvoll war er noch für die allgemeine Wehrpflicht eingetreten. 1815 vertrat er im Ausschuss zur Ausarbeitung der Einzelheiten dagegen die Auffassung, dass nur die Bauernsöhne heranzuziehen seien, worin sich seine aristokratische Grundhaltung geltend machte. Dies führte zu einer Entfremdung zum Bauernstand.
In der Periode 1815/1816 spielte er nicht die Rolle im Storting, die er sich erhofft hatte. Er verlor allmählich an Rückhalt. 1817 wurde er mit der relativen Mehrheit von nur 27 von 63 Stimmen wiedergewählt, und als er 1818 zum Storting erschien, wurde sein Mandat mit 37 zu 32 Stimmen verworfen. Die Aberkennung seiner Wahl führte zu einer Änderung seiner Politik. Die Bauernversammlungen 1818 untergruben seinen Glauben an die politische Einsicht der Bauern, und deren Verweigerungshaltung im Verfassungskampf 1821 verstärkte noch seine Skepsis.
Als Nicolai Wergelands Schrift „Danmarks Forbrydelser mod Norge“ (Dänemarks Verbrechen gegen Norwegen) erschien, antwortete er 1817 mit einer Schrift, in der er wie schon 1814 betonte, dass der Freiheitskampf gegen Schweden und nicht gegen Dänemark zu führen sei. In einem von ihm mitbegründeten Wochenblatt vertrat er die Ansicht, dass die Union mit Schweden sich auf den gemeinsamen König und die gemeinsame Verteidigung beschränke, und sprach sich sogar dagegen aus, dass der König Norweger diejenigen, die sich um Norwegen verdient gemacht hatten, mit schwedischen Orden auszeichnete.
Ab 1819 widmete er sich historischen Studien, die 1823/1824 in Norges Historie under Kong Harald Haarfager og hans mandlige Descendenter (Geschichte Norwegens unter König Harald Hårfagre und dessen männlichen Nachkommen) in vier Bänden mündeten. 1820 wurde er von Bergen als Delegierter ins Storting entsandt. Dort setzte er sich im Verfassungskampf für die Anwesenheit von Regierungsmitgliedern im Storting ein, was zwar zunächst keine Mehrheit fand, aber später doch zusammen mit verschiedenen Verfassungsänderungen angenommen wurde. In diesen von ihm initiierten Verfassungsänderungen scheiterte er aber mit seinem Vorschlag, dass das Lagting ein echtes aristokratisches Oberhaus wurde, in das kein Bauer gewählt werden konnte, und in das Odelsting jeder Bezirk von den drei Delegierten einen, aber nur einen Bauern zu entsenden hatte. Der Vorschlag wurde 1824 im Storting ohne Gegenstimme abgelehnt.
In zwei weiteren wichtigen Punkten konnte er sich nicht durchsetzen: 1816 und 1818 war ein Gesetz zur Abschaffung des Adels angenommen worden, hatte aber die erforderliche Zustimmung des Königs nicht erhalten. Nun stand es 1821 wieder auf der Tagesordnung, und Falsen wollte die Behandlung auf die nächste Sitzungsperiode verschieben. Er scheiterte, und das Gesetz wurde nun endgültig angenommen. Im anderen Fall ging es um die finanziellen Folgen der Trennung von Dänemark und der Union. Im Kieler Frieden war festgelegt, dass Norwegen seinen Teil an den Staatsschulden Dänemark-Norwegens zu tragen habe. Nach langen Verhandlungen hatte sich König Karl Johan 1819 bereiterklärt, drei Millionen Reichsthaler aus dem norwegischen Haushalt zu bezahlen. In seinem Verfassungskommentar von 1817 hatte Falsen ausgeführt, dass Norwegen an Dänemark nichts zu zahlen habe, da die Bestimmungen im Kieler Frieden für Norwegen nicht verbindlich seien. Bei dieser Meinung blieb er. Die Abmachung des Königs von 1819 sei ohne Zustimmung Norwegens getroffen worden. Falsen wurde Vorsitzender des betreffenden Ausschusses. Dieser votierte, dass Norwegen nur die bereits verfallenen Schulden zu bezahlen habe, Schweden aber den Rest. Dieses Votum wurde von Storting verworfen, der die Sache an den Ausschuss zurückverwies. Falsen verfasste nun ein in allen Punkten gegenteiliges Votum, dass Norwegen seinen Schuldanteil zu zahlen habe, mit der Begründung, dass er die Schweden nicht provozieren wolle. Er kam den Schweden nun immer weiter entgegen. 1824 forderte er in einer anonymen Schrift, dass der schwedische König ein absolutes Vetorecht besitzen müsse. Denn er könne gegebenenfalls ohnehin seinen Willen militärisch durchsetzen. Die Zeitung Norske Nationalblad bezeichnete ihn nun als haltlosen Laufburschen des Königs.

### Vom Gegner Schwedens zum Gefolgsmann Karl Johans
Als der König im August 1821 nach Christiania kam, bot dieser Falsen das Amt eines zu schaffenden Generalprokurors an. Falsen hatte in seinem Verfassungsentwurf von 1814 dieses Amt bereits vorgeschlagen, das die Beamten betreuen und beaufsichtigen sollte. Er übernahm das Amt vom König ohne Rücksprache mit der Regierung in Christiania. In den drei Jahren, in denen er dieses Amt bekleidete, übte er eine umfassende Kontrolltätigkeit aus. Er prangerte Versäumnisse und Machtmissbrauch an und nahm Beschwerden entgegen. Den Beamten widerstrebte seine strenge Kontrolle. Die Amtmänner und Landrichter (Sorenskriver) sabotierten so weit es möglich war, von ihm erarbeitete Reformvorschläge, und es kam in Einzelfällen sogar zu gewaltsamen Zusammenstößen. Die Beamten sehen in ihm einen königlichen Großinquisitor, Agenten und königlichen Denunzianten. Der Makel, wie er das Amt erhalten hatte, führte nicht nur zur Ablehnung durch die Opposition, sondern zur Feindschaft der gesamten Beamtenschaft. 1825 beantragte das Storting mit einer Gegenstimme beim König, das Amt Generalprokurors so bald als möglich wieder abzuschaffen. Das bewog Falsen dazu, das Amt niederzulegen.
Anfang 1825 übernahm er das Amt eines Stiftsamtmanns in Bergen. Im Mai 1828 kehrte er nach Christiania zurück und wurde gegen den Willen der Regierung Gerichtspräsident am Obersten Gerichtshof. Das Storting hatte die 1827 vom König zuerkannte Amtsvergütung für ihn als Stiftsamtmann abgelehnt. Doch er übte das Amt nicht lange aus, da er im Juni einen Schlaganfall erlitt. Im November wurde er Mitglied des Ausschusses für ein neues Strafrecht. Im Sommer 1829 erkrankte er und plante seinen Abschied. Doch er starb, bevor er sein Abschiedsgesuch absenden konnte.

## Werke
- „Et Par Ord om de Grundsætninger og Regler, som formeentlig bør følges ved en ny Matriculs Indretning for Norge“. In Topographisk-Statistiske Samlinger, hrsg. durch Det Kongelige Selskab for Norges Vel, Teil 1 Band 2. 1812, S. 159–174.
- Hvad har Norge at haabe, hvad har det at frygte af en Forbindelse med Sverrig, og under hvilken Betingelse kan denne Forening ene være ønskelig? 1814.
- Udkast til en Constitution for Kongeriget Norge (zusammen mit J. G. Adler), 1814 (Zuerst veröffentlicht im Journal for Rigsforfatning, Lovgivning og Politie, Band 1, Heft 2 1814).
- Einar Thambeskjelver, Nordens Helt. Bergen 1815.
- Forslag til en Lov angaaende Odels- og Aasædesretten. 1815.
- Norges Odelsret med Hensyn paa Rigets Constitution. Bergen 1815.
- Bemærkninger over Skriftet: “En sandfærdig Beretning om Danmarks politiske Forbrydelser imod Kongeriget Norge [etc.]”. 1817.
- Norges Grundlov, gjennemgaaet i Spørgsmaal og Svar. Bergen 1817.
- Udtog af Fortidens Geographie. 1819.
- Geographisk Beskrivelse over Kongeriget Norge, og Udsigt over dette Lands ældste Historie og Forfatning. 1821.
- Bemærkninger i Anledning af Constitutions-Forslaget om Kongens Veto (anonym), 1824.
- Norges Historie under Kong Harald Haarfager og hans mandlige Descendenter, 4 Bände, 1823–1824
- General-procureurens Stockholms-reise. Christian Magnus Falsens ferd til kronprins Oscars formæling. Dagbok ført 26. mai–19. juli 1823. Herausgegeben von R. Tank, 1945.